# Copley Square
Copley Square (Boston) – plac w okolicy Boston's Back Bay w Bostonie, Massachusetts, w Stanach Zjednoczonych, nazwany na cześć malarza Johna Singletona Copleya, otoczony ulicami Boylston Street, Clarendon Street, St. James Avenue, i Dartmouth Street.

## Zamach podczas maratonu w Bostonie
15 kwietnia 2013 roku około 14:45 w okolicy placu Copley Square miał miejsce zamach podczas maratonu. Zginęły trzy osoby, a 264 osób zostało rannych.